# Museo Atlántico de Lanzarote
El Museo Atlántico de Lanzarote se encuentra en las aguas de las costas sur de Lanzarote, España. Es el primer museo submarino del Océano Atlántico y de Europa y figura entre los tres primeros del mundo, así como la Ciudad sumergida de Cleopatra en Egipto. Se localiza a 300 metros de Marina Rubicón, ubicado en la playa de Las Coloradas.
Este proyecto fue ideado por Jason deCaires Taylor para concienciar sobre el destino de los océanos.
El museo «se ha concebido como un lugar de conservación, preservación y educación del medio marino y la naturaleza».

## Origen
Creado por el artista Jason deCaires Taylor, el proyecto fue promovido por el Cabildo de Lanzarote y fue cofinanciado por el Gobierno de Canarias y oficialmente inaugurado el 10 de enero de 2017, después de tres años de construcción. Sus obras las crea y construye en el mismo puerto, en un taller cercano. Estas esculturas están ubicadas a 12 metros de profundidad. La elección de este emplazamiento se debe a las características del suelo marino ocupando una superficie de 2500 m², donde se encuentra un total de 300 esculturas. Con el paso del tiempo todas las esculturas ayudarán a incrementar la biomasa marina, desde la primera puesta en 2016 ayudó a que la flora y fauna se incrementase y creciese. El objetivo principal del artista es generar un gran arrecife artificial.

## Esculturas
Las esculturas están creadas a tamaño real, la exposición también cuenta con un muro de 100 toneladas y 30 metros de longitud. Las estructuras arquitectónicas que envuelven la exposición están distribuidas por la zona y están creadas en gran tamaño. Las esculturas muestran personas realizando actos cotidianos, puede verse que cada persona tiene una expresión en la cara y una posición distinta. También cuenta con un grupo de personajes híbridos (parte cactus y humanos) llamado el Jardín Híbrido, un personaje mitológico que refleja la superficie del mar.
Gracias a la primera apuesta en 2016, se han recuperado animales y flora que antes se había perdido, también se observan bancos de barracudas, sardinas, esponjas marinas, pulpos e incluso se encuentran ejemplares de tiburón ángel, entre otras especies que han ido volviendo a lo largo del tiempo. Uno de los objetivos es «ayudar al ecosistema».

## Exposición
Cuenta con un grupo escultórico de 12 esculturas y cada grupo cuenta con títulos para sus esculturas, esto, para hacerlo más atractivo y sugerente para el público. Algunas de las obras se inspiran en los ciudadanos de Lanzarote: La 'Balsa de la Lampedusa', donde se recuerda a toda la gente que tuvo que venir en pateras o el 'Desregulado', donde muestra la mentalidad del hombre para evadirse de la vida adulta. En todas las obras se nota el cuidado y detalle que presenta el artista con el fin de fusionar el ser humano con la naturaleza. 
Para poder visitar este museo hay dos opciones: una de ellas es visitarlo desde la superficie, es decir en snorkel, y la otra manera es sumergirse y bucear con botella junto a las propias estatuas.